# Rudolf Bella
Rudolf Friedrich Martin Bella (7. prosince 1890 Sibiu, Sedmihradsko – 14. července 1973 Romanshorn, kanton Thurgau, Švýcarsko) byl hudební skladatel a dirigent slovenského původu. Byl synem slovenského skladatele Jána Levoslava Belly.

## Život
Narodil se v rumunském Sibiu, kde byl jeho otec Ján Levoslav Bella v té době městským varhaníkem, hudebním pedagogem, dirigentem a ředitelem Musikvereinu. Studoval hudbu nejprve u svého otce a posléze ve Vídni skladbu u Eusebia Mandyczewskiho a dirigování u Franze Schalka.
V letech 1921–1924 byl dirigentem v Černovicích na Ukrajině a od roku 1925 v Ravensburgu v Horním Švábsku v jižním Německu a v Romanshornu ve Švýcarsku. Působil rovněž jako hudební pedagog a byl redaktorem časopisu Musikpädagogischen Zeitschrift.
V Romanshornu žil až do své smrti v roce 1973. Jeho manželkou byla v letech 1913–1929 klavíristka Maria Mandiczevshi, (*1890), dcera Konstantina Mandyczewskiho. Jeho neteř Dagmar Bellová (1920–1999) se stala klavírní virtuózkou.

## Dílo
Rudolf Bella komponoval klavírní a varhanní skladby, komorní hudbu, sbory a písně. Z rozsáhlejších skladeb vynikly zejména:
- Saul bei der Hexe, op. 14 (oratorium)
- Requiem, op. 18 pro soprán, alt, mužský sbor a orchestr.
- Symfonie E-dur
- Über einem Grabe (symfonická báseň)
- Herbst (symfonická báseň)
- Fantasie pro smyčcový orchestr

Zkomponoval rovněž tři opery, které však neměly velký úspěch.